# جيمس كامبل (سياسي)
جيمس كامبل (بالإنجليزية: James Campbell)‏ هو سياسي أسترالي، ولد في 1820. انتخب عضو الجمعية التشريعية نيو ساوث ويلز وانتخب New South Wales Legislative Assembly ‏ عن دائرة Electoral district of Morpeth ‏ (1864 – 1874).